# Raised by Wolves
Raised by Wolves est une série télévisée américaine de science-fiction post-apocalyptique en 18 épisodes d'environ 45 minutes créée par Aaron Guzikowski, et diffusée entre le 3 septembre 2020 et le 17 mars 2022 sur HBO Max ainsi que sur CTV Sci-Fi Channel au Canada.
Ridley Scott réalise les deux premiers épisodes de cette série et officie comme producteur délégué. Son fils, Luke Scott, réalise les épisodes trois et quatre, Sergio Mimica-Gezzan est chargé des épisodes cinq et six.
Elle est diffusée, en France à partir du 7 décembre 2020 sur Warner TV et au Québec depuis le 14 janvier 2021 à Super Écran. Elle reste inédite dans les autres pays francophones.

## Synopsis
XXIIe siècle. Deux androïdes — Mère et Père — sont chargés d'élever des enfants humains sur Kepler-22 b, après que la Terre a été détruite par une grande guerre. Alors que la colonie humaine en plein essor est menacée d'être déchirée par les différences religieuses, les androïdes apprennent que contrôler les croyances des humains est une tâche traître et difficile.

## Distribution

### Acteurs principaux
- Amanda Collin (VF : Audrey d'Hulstère) : Mère
- Abubakar Salim (VF : Claudio Dos Santos) : Père
- Winta McGrath (VF : Raphaëlle Bruneau) : Campion
- Travis Fimmel (VF : Pierre Lognay) : Caleb / Marcus
- Niamh Algar (VF : Julia Kaye) : Mary / Sue
- Jordan Loughran (VF : Sophie Pyronnet) : Tempête
- Ethan Hazzard (VF : Grégory Praet) : Hunter
- Felix Jamieson (VF : Marie Braal) : Paul
- Aasiya Shah : Holly
- Ivy Wong : Vita
- Matias Varela (VF : Olivier Premel) : Lucius

#### Saison 2
- Peter Christoffersen : Cleaver
- Selina Jones : Grand-Mère
- Morgan Santo : Vrille
- James Harkness : Tamerlane
- Kim Engelbrecht : Decima
- Jennifer Saayeng : Nerva

### Acteurs récurrents
- Cosmo Jarvis (VF : Nicolas Matthys) : Campion Sturges
- Brendan Sean Murray (VF : Laurent Van Wetter) : Otho

### Invités
- Sienna Guillory : Mary
- Steve Wall (VF : Jean-Michel Vovk) : Ambrose

## Production
Le 8 octobre 2018, il a été annoncé que TNT avait donné à la production une commande de série. Les producteurs exécutifs devaient être Ridley Scott, Aaron Guzikowski, David W. Zucker, Jordan Sheehan, Adam Kolbrenner et Robyn Meisinger. Scott devait également réaliser les deux premiers épisodes à partir des scénarios de Guzikowski. Les sociétés de production comprenaient Scott Free Productions, Studio T et Madhouse Entertainment,,. La série a été tournée dans la région du Cap-Occidental, plus précisément à Somerset West, Stellenbosch et Le Cap, en Afrique du Sud.
Le 17 septembre 2020, HBO Max a renouvelé la série pour une deuxième saison qui sera également produite en Afrique du Sud.
Le 8 mars 2021, l'acteur Abubakar Salim a annoncé que le tournage était en cours,. Jennifer Saayeng, qui joue Nerva dans la deuxième saison, a annoncé sur Instagram que le tournage de la deuxième saison s'est terminé le 15 août.
La plateforme HBO Max annonce finalement l'annulation de la série le 3 juin 2022.

## Diffusion
La première bande annonce est diffusée en août 2020.

## Épisodes

### Première saison (2020)
1. Des loups parmi les hommes (Raised by Wolves)
2. Nouveaux départs (Pentagram)
3. Le Grand méchant loup (Virtual Faith)
4. La Nature est ainsi faite (Nature's Course)
5. Mémoire corrompue (Infected Memory)
6. Au-dessus des gens (Lost Paradise)
7. Visages (Faces)
8. Cérémonie (Mass)
9. Cordon ombilical (Umbilical)
10. Le Commencement (The Beginning)

### Deuxième saison (2022)
Aux États-Unis elle est diffusée depuis le 3 février 2022,. En France dès le 25 avril 2022 sur Warner TV.
1. Le Collectif (The Collective)
2. Numéro sept (Seven)
3. Représailles (Good Creatures)
4. Contrôle (Control)
5. Le Roi (King)
6. L'Arbre (The Tree)
7. Allaitement (Feeding)
8. Bonheur (Happiness)

Source des titres FR